# Mansion lunaire

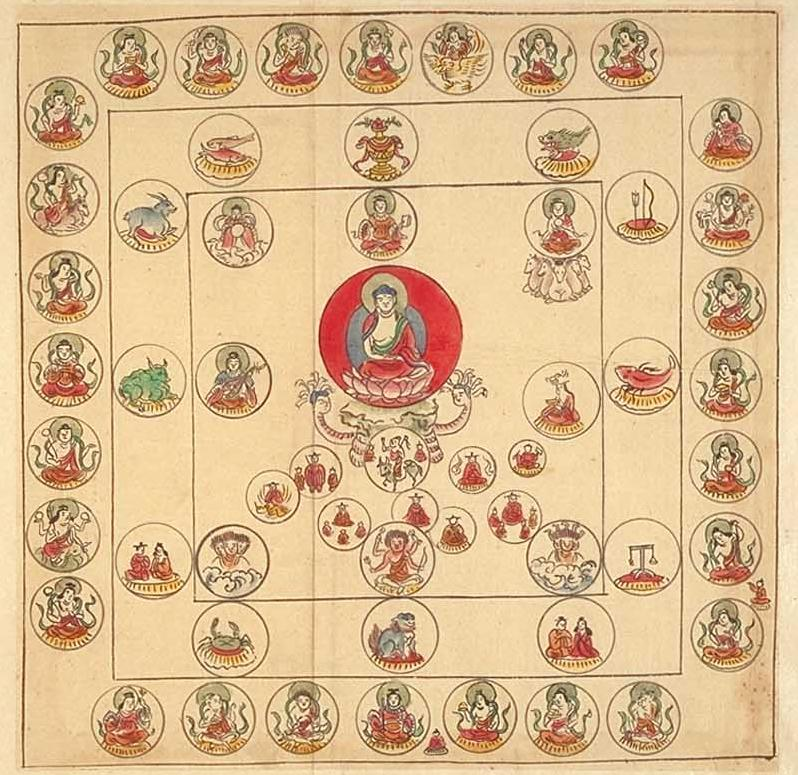
Mandala « Hokuto » japonais du XII. Les 28 mansions lunaires entourent les 12 signes du Zodiaque, les 9 planètes et les 7 étoiles du Grand Chariot.

Une mansion lunaire, ou station lunaire, est un segment de l'écliptique à travers lequel la Lune se déplace dans son orbite autour de la Terre. Cette division a fait partie du système de calendrier de plusieurs civilisations.
Le parcours apparent de la Lune dans le ciel suit grossièrement celui de l'écliptique (avec une variation maximale de 5,14°) et s'effectue en un mois tropique de 27,32 jours. Les mansions lunaires ont été conçues pour représenter chacun de ces « jours lunaires » (27 ou 28 selon les systèmes), de la même manière que les signes du Zodiaque échelonnent le parcours du Soleil sur une année.

## Origines
Le système des mansions lunaires aurait précédé celui des signes du Zodiaque est serait vraisemblablement d'origine mésopotamienne. La preuve la plus ancienne est une liste de 17 « constellations qui se tiennent sur le chemin de la Lune ». Elle apparaît dans le catalogue d'étoiles babylonien du MUL.APIN, dont on conserve deux copies datées respectivement du VIe et du IIIe siècle av. J.-C. (mais l'original serait bien plus ancien). Certains auteurs voient dans ce nombre (17) la marque d'une étape de la transition depuis les mansions (28) vers le Zodiaque (12).

## Civilisation chinoise
L'astronomie chinoise utilise un système de 28 loges lunaires de tailles inégales réparties en quatre groupes distincts (dragon vert de l'est, tortue noire du nord, tigre blanc de l'ouest et oiseau vermillon du sud) auxquels sont associées diverses symboliques.

## Civilisation indienne
Dans l'astrologie indienne, les mansions lunaires sont appelées « Nakshatra » et forment 27 (parfois 28) divisions de l'écliptique. Leurs noms font référence au principal astérisme de chacune de ces sections.

## Civilisation arabe
L'astronomie arabe utilisait un système de 28 mansions lunaires appelé « manāzil al-qamar ».